# Q-Pop
Q-Pop oder Qazaq-Pop ist ein Musikgenre mit Ursprung in Kasachstan. Es handelt sich um eine moderne Form kasachischer Popmusik, die auf Kasachisch gesungen wird und Elemente westlicher Popmusik, kasachischen Hip-Hops, EDM, R&B und Toi-Pop mit starken Einflüssen aus dem K-Pop vereint. Das Genre tauchte erstmals 2015 auf, als die erste Q-Pop-Gruppe namens Ninety One debütierte. Seitdem erfreut sich das Genre bei kasachischen Jugendlichen wachsender Beliebtheit, und immer mehr Q-Pop-Künstler debütieren.

## Hintergrund
Der Begriff „Q-Pop“ wurde 2015 von Ninety-One-Fans geprägt, um kasachische Popmusik vom Rest der Popszene der Welt abzuheben. Ein charakteristisches Merkmal von „Q-Pop“ ist: es handelt sich um kasachischen Pop, der in Kasachstan von kasachischen Musikern für ein kasachisches Publikum gemacht wird und den kasachischen Markt dominiert. Es ist das neue Phänomen der Populärkultur, das als „Q-Pop“ bezeichnet wird, wobei „Q“ für Kasachstan und „Pop“ für Popmusik steht.  „Q-Pop“-Sänger verwenden nicht ihre echten Namen, sondern ersetzen sie durch englische Pseudonyme. Wenn sie schließlich neue Songs veröffentlichen, benennen sie diese in englischer Sprache (häufig mit Mischwörten aus dem kasachischen und dem englischen).
Durch die Anwendung aller westlichen und nicht-westlichen Musikelemente im kasachischen Kontext wurde „Q-Pop“ so beliebt, dass auch viele derjenigen, die früher westliche Musikfans waren, begeisterte. „Q-Pop“-Unterhaltungsunternehmen arbeiten auf ähnliche Weise wie koreanische Unterhaltungslabels. „Q-Pop“-Sänger sind jung, die meisten von ihnen sind nach 1990 oder sogar 2000 geboren und haben meist einen auffälligen Modestil und gefärbtes Haar.
Kasachstan erlebte die Koreanische Welle, als Mitte der 2000er Jahre südkoreanische Dramen und Filme ins Land kamen. Dieses Phänomen, unterstützt durch die zunehmende Zugänglichkeit des Internets, weckte bei den Kasachen ein größeres Interesse an der südkoreanischen Popkultur, was zur Popularisierung des K-Pops in Kasachstan beitrug. Die hohe Popularität von K-Pop in Kasachstan motivierte die Gründung des ersten Q-Pop-Projekts im Jahr 2014, als JUZ Entertainment Ninety One gründete. Nach ihrem Debüt im Jahr 2015 erfreute sich die Gruppe unter anderem aufgrund ihrer  Verwendung der kasachischen Sprache in ihren Liedern großer Beliebtheit bei Jugendlichen.

## Aktuelle Lage
Q-Pop erfreut sich der Unterstützung sowohl der Regierung als auch der Bevölkerung als Mittel zur Förderung und Popularisierung der Verwendung der kasachischen Sprache und der lateinischen Schrift bei Jugendlichen. Es stieß jedoch auch auf Kritik und Ablehnung seitens der Traditionalisten der Gesellschaft, insbesondere in Bezug auf das Bühnenauftritten seiner Darsteller. Auch wurde das Genre kritisiert, da es angeblich Nationalismus fördere. Seit 2018 gibt es ein jährliches Q-Pop-Musikfestival namens Q-Fest, das normalerweise im Herbst in Almaty stattfindet.